# Pisculești
Pisculești – wieś w Rumunii, w okręgu Prahova, w gminie Tinosu. W 2011 roku liczyła 650 mieszkańców.